# Скравенски манастир „Свети Николай“
Скравенският манастир „Свети Николай“ е български манастир.

## Местоположение
Разположен в югозападното подножие на Лакавишки рид от Западния Предбалкан, на 2 km североизточно от ботевградското село Скравена, на километър и половина от главния път Е79. Манастирът е в Ловчанската епархия на Българската православна църква. От манастира се стига до Ботевград (7 km) по третокласен и първокласен път на юг.

## История
В района има следи от тракийския и римския период, които свидетелстват за богата материална и духовна култура. Намерени са останки от вила рустика, както и от църковни сгради от средновековна епоха. Всички те са част от старо селище, което вероятно се е наричало Грамаде.
Манастирът е основан по време на Втората българска държава. Фигурира в карта на по-известните манастири на Балканския полуостров от периода XII – XIV век. Открити са монети, основи на сгради, оръдия на труда и други находки, които потвърждават съществуването му. След падането на България под Османско владичество манастирът е разрушаван няколко пъти от османлиите. Основите са разкрити през 1938 г. През 1947 г. е възобновен и сега е периодично действащ. Представлява комплекс от просторна еднокорабна, едноапсидна черква с емпория (балкон), триделен притвор с камбанария над него и жилищна сграда. В двора се намира огромен вековен дъб на възраст над 600 г.

## Храмов празник
- 9 май – свети Николай Летни